# 1986
| 1986                                                         |
| ------------------------------------------------------------ |
| Dødsfald - Fødsler                                           |
| • Begivenheder • Film • Litteratur • Musik • Politik • Sport |

| Gregoriansk kalender | 1986 MCMLXXXVI          |
| Ab urbe condita      | 2739                    |
| Armensk kalender     | 1435 ԹՎ ՌՆԼԵ            |
| Kinesiske kalender   | 4682 – 4683 乙丑 – 丙寅 |
| Etiopisk kalender    | 1978 – 1979             |
| Jødisk kalender      | 5746 – 5747             |
| Hindukalendere       |                         |
| - Vikram Samvat      | 2041 – 2042             |
| - Shaka Samvat       | 1908 – 1909             |
| - Kali Yuga          | 5087 – 5088             |
| Iransk kalender      | 1364 – 1365             |
| Islamisk kalender    | 1407 – 1408             |

Regerende dronning i Danmark: Margrethe 2. 1972-2024
Se også 1986 (tal)

## Begivenheder

### Januar
- 1. januar – Spanien og Portugal bliver medlemmer af EU.
- 2. januar – Halleys komet kan ses på himlen. Næste gang bliver i år 2061.
- 15. januar – I USA fejrer man den første Martin Luther King-dag.
- 20. januar – I den nordfranske by Lille bliver den endelige beslutning truffet: der blev bygget en dobbeltsporet jernbanetunnel under Den engelske Kanal.
- 28. januar – rumfærgen Challenger eksploderer under opsendelse.

### Februar
- 11. februar – menneskerettighedsaktivist Anatoly Scharansky forlader Sovjetunionen efter sin løsladelse
- 19. februar - Sovjetunionen opsender rumstationen Mir, der sendes i kredsløb om Jorden og i de kommende år bliver bopæl for en række kosmonauter og astronauter. Mir fungerer indtil foråret 2001, hvor den styrter i Stillehavet under en kontrolleret nedstyrtning
- 27. februar - De danske vælgere siger ja til EF-Pakken med 56,2 procent for og 43,8 procent imod. Afstemningen handler om ændringer af Romtraktaten - primært at åbne mere for det indre marked, ændre på EF-parlamentets rolle og et øget sikkerhedspolitisk samarbejde. 6 uger tidligere havde regeringen tabt en afstemning om EF-Pakken i Folketinget.
- 28. februar – den svenske statsminister Olof Palme udsættes for et skudattentat på vej hjem fra biografen og dør efterfølgende. Eneste vidne er hans kone.

### Marts
- 12. marts - I Sverige vælges socialdemokraten Ingvar Carlsson til at efterfølge den myrdede statsminister Olof Palme
- 15. marts - omkring 15 mister livet, da et hotel i Singapore styrtede sammen, formentlig på grund af en gaseksplosion og fejl i konstruktionen
- 19. marts - Prins Andrew og Sarah Ferguson bekendtgør deres forlovelse
- 31. marts - ved den alvorligste flykatastrofe i Mexicos historie mister samtlige 166 om bord i et Boeing 727-fly livet. Flystyrtet sker i bjergene 130 km fra den mexicanske hovedstad under en flyvning fra Mexico City til Los Angeles, USA

### April
- 4. april - Efter at 17 italienere er døde af træspritholdig vin, forbyder Levnedsmiddelstyrelsen salg af italiensk vin.
- 15. april – Amerikanske fly bomber byerne Tripoli og Benghazi i Libyen angiveligt som gengældelse for libysk terrorisme
- 17. april - et bombeangreb mod El Al-jet i Heathrow slår fejl
- 26. april – ved atomulykken i Tjernobyl eksploderer en atomreaktor og udløser radioaktiv forurening over store områder af Sovjetunionen og det øvrige nordlige Europa
- 30. april - politi trænger ind i Det Gyldne Tempel i Amritsar, som var besat af ekstremister

### Maj
- 1. maj – Skibsbevaringsfonden bliver stiftet
- 2. maj - Radioaktivt nedfald fra Tjernobyl når England
- 5. maj - Vestens ledende industrilande stempler Libyen som hjemsted for statsterrorisme
- 22. maj -  Jan Bonde Nielsen frikendes for groft mandatsvig til 146 mio kr.
- 26. maj - på sin 18 års fødselsdag optages kronprins Frederik som stedfortrædende regent i Statsrådet og hyldes af folket under en køretur gennem København
- 30. maj - Folketinget vedtager lov om TV 2 med virkning fra januar 1988

### Juni
- 5. juni - en FN rapport anslår, at 50.000 afrikanere har AIDS
- 8. juni - omstridte Kurt Waldheim vælges som præsident for Østrig. Det medfører, at kansleren og udenrigsministeren trækker sig tilbage, og at Israel hjemkalder sin ambassadør
- 12. juni - Firkløverregeringen og Socialdemokratiet indgår aftale om en fast forbindelse over Storebælt
- 13. juni - Panama beslaglægger det danske skib Pia Vesta fra Svendborg, som er lastet med våben, ingen vil kendes ved. Lasten er indtaget i DDR. Der kræves 100 millioner kr for at frigive skibet
- 16. juni - prinserne Frederik og Joachim bliver studenter fra Øregård Gymnasium
- 25. juni - ØK træffer beslutning om at lukke Nakskov Skibsværft, og 700 mister deres arbejde
- 27. juni - Færgen Peter Wessel kolliderer i tæt tåge med den svenske coaster Sydfjord, hvis syv mands besætning alle omkommer

### September
- 7. september - Biskop Desmond Tutu bliver den første sorte leder af den anglikanske kirke i Sydafrika, da han indsættes som ærkebiskop af Kapstaden
- 11. september - rekordfald i aktierne på Wall Street
- 13. september - Mindst 17 bliver dræbt, da et jordskælv raserer byen Kalamata i det sydlige Grækenland. Jordskælvet blev målt til 6,2 på Richterskalaen
- 14. september - 1.000 Bz’ere samles på Rådhuspladsen. Københavns Kommune står over for at skulle overtage det besatte hus, Ryesgade 58. Alle forhandlingsløsninger er brudt sammen.

### Oktober
- 1. oktober - i EF's bygning i Bruxelles afholdes kongres for prostituerede fra hele verden for at diskutere AIDS, narko og overgreb fra kunder
- 10. oktober -  USA's præsident Ronald Reagan og Sovjetunionens leder Mikhail Gorbatjov mødes til topmøde i Reykjavik, Island
- 10. oktober – chefen for det vesttyske udenrigsministeriums politiske afdeling bliver skudt ned og dræbt uden for sit hjem i Bonn. Rote Armee Fraktion tog ansvaret for mordet
- 11. oktober - præsident Ronald Reagan og sovjetlederen Michail Gorbatjov mødes i Reykjavik for at diskutere begrænsning af mellemdistanceraketter i Europa
- 12. oktober - store dele af El Salvador rammes af et jordskælv på 5,4 på Richterskalaen og omkring 1.200 omkommer. 10.000 bliver kvæstet og op mod 150.000 bliver hjemløse
- 13. oktober - Regeringen får flertal for den såkaldte "kartoffelkur", der blandt andet indfører 20% afgift af renter på forbrugslån. Afgiften hæves i 1989
- 17. oktober – vedtagelsen af hovedparten af den danske Firkløverregeringen politiske plan, der senere får tilnavnet kartoffelkuren. Planen skal fremme opsparing og mindske gæld
- 31. oktober - Den 113 år gamle Roskilde Tidende udkommer for sidste gang. Efter mange års underskud mener Politikens Hus, der udgav avisen, at det er nødvendigt at lukke den
- Gjerrild-skatten, der stammer fra vikingetiden, bliver fundet nær Gjerrild Klint på Djursland

### November
- 1. november - eksplosionsbrand på et kemikalielager på medicinalfabrikken Sanders, ved Basel, udløser katastrofealarm og giftstoffer strømmer med udlukningsvandet ud i Rhinen og op i Tyskland
- 13. november - Iran-Contra-skandalen: USAs præsident Ronald Reagan indrømmer at have leveret våben til Iran for bl.a. at købe amerikanske gidsler i Libanon fri

### December
- 19. december - den sovjetiske regimekritiker Andrej Sakharov rehabiliteres af den sovjetiske regering og kan vende tilbage til Moskva fra sit eksil
- 21. december - mere end 50.000 studenter demonstrerer i Shanghai for demokrati og frihed i Kina
- 22. december - 3 forklædte røvere tømmer kassen i Daells Varehus og stikker af med byttet - 5½ mio. kr. - i en barnevogn.

## Født

### Januar
- 1. januar – Colin Morgan, nordirsk skuespiller.
- 1. januar – Rannva Joensen, dansk sangerinde.
- 5. januar – Deepika Padukone, indisk skuespiller.
- 6. januar – Alex Turner, britisk musiker i Arctic Monkeys.
- 8. januar – Peng Shuai, kinesisk tennisspiller.
- 12. januar – Jakob Oftebro, norsk/dansk skuespiller.
- 18. januar - Goran Alikalfic, dansk fodboldspiller.
- 21. januar – Johannes Nymark, dansk skuespiller og sanger.

### Februar
- 6. februar – Jens Sætter-Lassen, dansk skuespiller.
- 6. februar – Ditte Haue, dansk journalist.
- 8. februar - Anderson .Paak, Amerikansk, Sanger, rapper, sangskriver, trommeslager og producer
- 14. februar – Tiffany Thornton, amerikansk skuespiller.
- 14. februar - Camilla Sand Andersen, dansk fodboldspiller.
- 27. februar – Sune Hundborg, dansk freelanceskuespiller.

### Marts
- 8. marts – Rikke Göransson, dansk tv-vært.
- 9. marts – Brittany Snow, amerikansk skuespillerinde.
- 13. marts - Gillian Alexy, australsk skuespiller.
- 28. marts – Lady Gaga, amerikansk sangerinde.
- 30. marts – Sergio Ramos, spansk fodboldspiller.

### April
- 3. april – Amanda Bynes, amerikansk skuespiller.
- 15. april – Amalie Dollerup, dansk skuespillerinde.
- 16. april - Tiffany Page, sangerinde fra Storbritannien.
- 16. april – Peter Regin, dansk NHL ishockeyspiller.
- 20. april – Rikke Poulsen, dansk håndboldspiller.
- 22. april – Amber Heard, amerikansk skuespillerinde.
- 28. april – Jenna Ushkowitz, amerikansk skuespiller.
- 30. april – Dianna Agron, amerikansk skuespiller.

### Maj
- 2. maj – Lasse Aagaard, dansk filmkomponist, sanger, musiker & radiovært.
- 6. maj – Marie Bjerre, dansk politiker.
- 12. maj – Christinna Pedersen, dansk badmintonspiller
- 13. maj – Robert Pattinson, engelsk skuespiller.
- 13. maj – Alexander Rybak, norsk sanger.
- 16. maj – Megan Fox, amerikansk skuespillerinde.
- 21. maj – Mario Mandžukić, kroatisk fodboldspiller.
- 31. maj – Robert Gesink, hollandsk professionel cykelrytter.

### Juni
- 3. juni – Rafael Nadal, spansk tennisspiller.
- 11. juni – Shia LaBeouf, amerikansk skuespiller.
- 13. juni – Mary-Kate og Ashley Olsen, amerikanske skuespillere.

### Juli
- 1. juli – Sonoya Mizuno, japansk-engelsk skuespillerinde.
- 2. juli – Lindsay Lohan, amerikansk skuespillerinde.
- 7. juli – Sebastian Jessen, dansk skuespiller.
- 18. juli – Simon Talbot, dansk komiker og tv-vært.

### August
- 8. august – Kateryna Bondarenko, ukrainsk tennisspiller.
- 21. august – Usain Bolt, jamaikansk atletikudøver.
- 29. august – Lea Michele, amerikansk skuespillerinde og sangerinde.

### September
- 8. september – Stefan Pagels Andersen, dansk skuespiller.
- 12. september – Emmy Rossum, amerikansk skuespillerinde.
- 13. september – Dak Wichangoen, dansk kok.
- 18. september – Tobias Mikkelsen, dansk fodboldspiller.
- 19. september – Sally Pearson, australsk atlet
- 26. september – Stephania Potalivo, dansk skuespillerinde.
- 27. september – Natasha Thomas, dansk sangerinde.
- 28. september – Andrés Guardado, mexicansk fodboldspiller.

### Oktober
- 23. oktober – Emilia Clarke, engelsk skuespillerinde.
- 24. oktober – Aubrey Drake Graham, amerikansk rapper og skuespiller.

### November
- 1. november – Penn Badgley, amerikansk skuespiller.
- 5. november – Kasper Schmeichel, dansk fodboldspiller.
- 11. november –  Salóme Stefánsdóttir, islandsk sangerinde.
- 17. november – Nani, portugisisk fodboldspiller.
- 20. november – Oliver Sykes, engelsk sanger.
- 22. november – Oscar Pistorius, sydafrikansk handicapatlet.
- 26. november – Trevor Morgan, amerikansk skuespiller.

### December
- 18. december – Henrik Toft Hansen, dansk håndboldspiller.
- 30. december - Ellie Goulding, britisk sangerinde.

## Sport
- 10. januar – Gert Bo Jacobsen bliver Europamester i professionel letvægtsboksning, da han i Randers besejrer den regerende mester Rene Weller på en teknisk knockout (skade) i 8. omgang.
- 26. januar – Super Bowl XX Chicago Bears (46) besejrer New England Patriots (10)
- 20. april - med 63 point i kamp 2 af førsterundeserien mellem Chicago Bulls og Boston Celtics, sætter Michael Jordan rekord med flest scorede point in en NBA-slutspilskamp
- 8. juni - i den anden kamp under VM i Mexico vinder Danmarks fodboldlandshold 6-1 over Uruguay og sikrer sig dermed adgang til ottendedelsfinalerne
- 18. juni - Danmarks fodboldlandshold bliver slået ud af fodbold-VM i Mexico, da Spanien i 1/8-finalen vinder 5-1
- 29. juni - Argentina vinder fodbold i Mexico
- 29. oktober - i Idrætsparken vinder det danske fodboldlandshold en EM kvalifikationskamp over Finland med 1-0. Målet scoredes af Jens Jørn Bertelsen
- 22. november - Mike Tyson (USA) bliver den hidtil (1997) yngste verdensmester i sværvægtsboksning, da han i en alder af 20 år og 144 dage vinder WBC-titlen ved i Las Vegas, USA, at slå Trevor Berbick.
- AGF dansk mester i fodbold for femte gang.
- Commonwealth Games afholdes i Edinburgh i Skotland.

## Musik
- 1. januar – Metallica udgiver albummet Master of puppets
- 4. februar – D-A-D udgiver albummet Call Of The Wild
- februar - Gangway udgiver "Sitting In The Park"
- 24. marts – Pet Shop Boys udgiver deres første album Please
- 3. maj – 13-årige Sandra Kim vinder årets udgave af Eurovision Song Contest for Belgien med sangen "J'aime la vie". Showet blev afholdt i Bergen, Norge
- 10. juni - musikeren Bob Geldof slås til ridder
- Darkthrone bliver dannet
- Kim Larsen udsender albummet Forklædt Som Voksen
- Iron Maiden udgiver albummet Somewhere in Time, og starter turnéen "Somewhere on Tour", som blev en af Maidens dyreste

## Nobelprisen
- Fysik – Ernst Ruska, Gerd Binnig, Heinrich Rohrer
- Kemi – Dudley R. Herschbach, Yuan T. Lee, John C. Polanyi
- Medicin – Stanley Cohen, Rita Levi-Montalcini
- Litteratur – Wole Soyinka
- Fred – Elie Wiesel
- Økonomi – James M. Buchanan